# Sally Yates
Sally Caroline Yates, född 20 augusti 1960 i Atlanta, Georgia, är en amerikansk jurist och advokat. Mellan 20 januari och 30 januari 2017 var Yates tillförordnad justitieminister i USA.
Yates avskedades från sin roll som tillförordnad justitieminister av USA:s president Donald Trump den 30 januari 2017. Detta efter att hon skrivit ett brev där hon argumenterade för att Trumps presidentorder, som tillfälligt stoppar all immigration till USA från medborgare i länderna Irak, Iran, Libyen, Somalia, Sudan, Syrien och Jemen, är olaglig. Avskedandet har av bland andra The New York Times jämförts i allvarlighet med Richard Nixons försök att stoppa undersökningen av Watergateaffären. Den federala åklagaren Dana Boente  tog över rollen som tillförordnad justitieminister efter Yates.